# Clavariadelphus yunnanensis
Clavariadelphus yunnanensis är en svampart som beskrevs av Methven 1989. Clavariadelphus yunnanensis ingår i släktet Clavariadelphus och familjen Clavariadelphaceae.   Inga underarter finns listade i Catalogue of Life.